# Just Wiedewelt

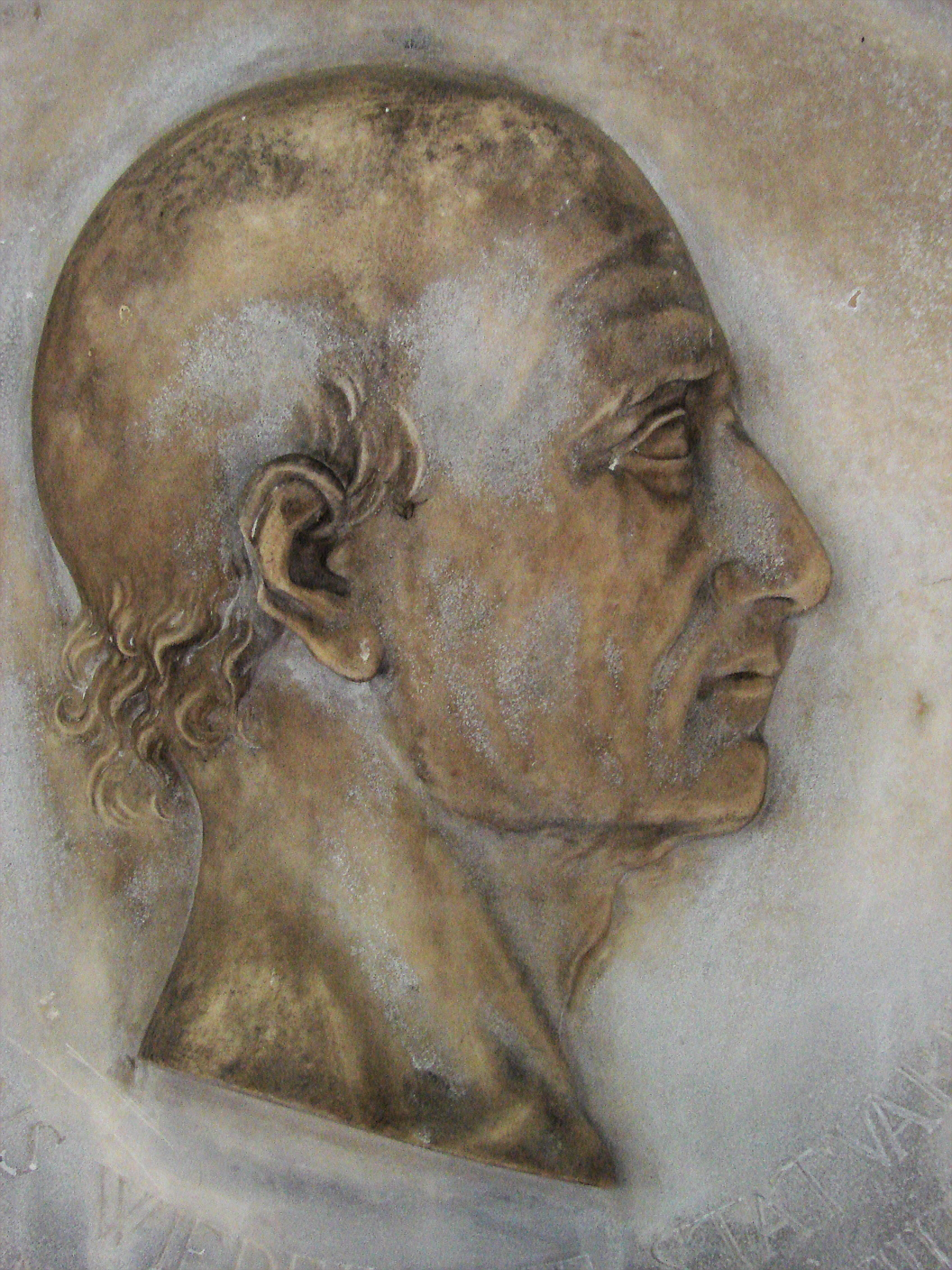
Just Wiedewelt (Relief von seinem Sohn Johannes für die Grabkapelle in der Petrikirche)

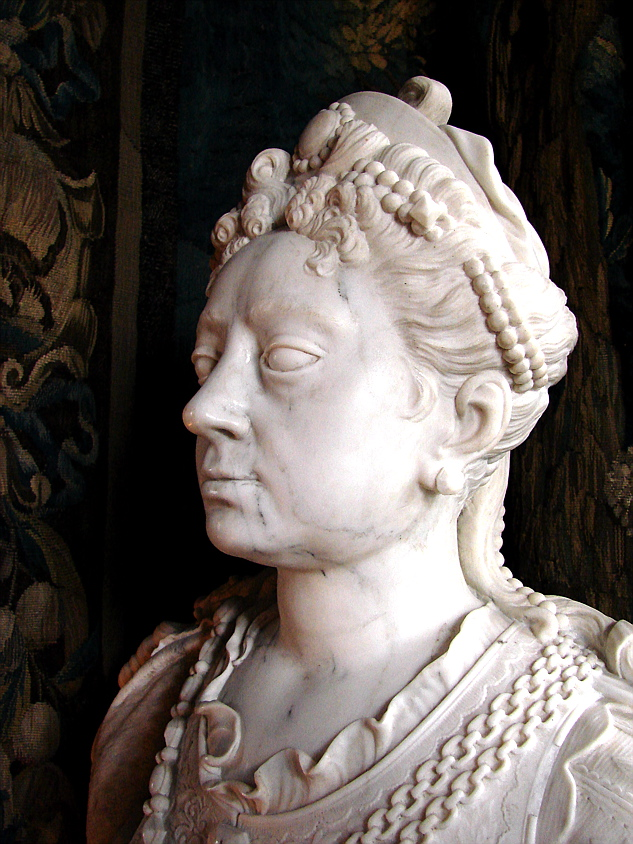
Büste der Königin Louise

Just Wiedewelt (* 18. November 1677 in Kopenhagen; † 8. September 1757 ebenda) war ein dänischer Bildhauer des flämischen Spätbarock.

## Leben
Wiedewelt war ein Sohn des aus der Markgrafschaft Meißen nach Dänemark eingewanderten Baumeisters Hans Wiedewelt (1646–1730), der ab 1670 in Kopenhagen tätig war und dort die Reformierte Kirche und Schloss Frederiksborg errichtete. Just Wiedewelt erlernte die Bildhauerei von 1692 bis 1696 in der großen Werkstatt des flämischen Bildhauers Thomas Quellinus in Kopenhagen und bildete sich 1697 in Antwerpen fort. In der Zeit von 1698 bis 1715 arbeitete er in Paris und kehrte dann nach Kopenhagen zurück. 1734 wurde er königlich dänischer Hofbildhauer. Neben dekorativen Arbeiten schuf er Büsten von König Friedrich IV. und Königin Louise von Dänemark für Schloss Rosenborg. Er wurde in der Grabkapelle der Petrikirche in Kopenhagen beigesetzt. Der bekanntere Bildhauer Johannes Wiedewelt war sein Sohn.